# Salcombe
Salcombe – miasto w Wielkiej Brytanii, w Anglii, w regionie South West England, w hrabstwie Devon. W 2001 r. miasto to zamieszkiwało 1 893, a ok. 1819 r. około 500 osób.

## Literatura
Kingsbridge and Salcombe, with the intermediate estuary: historically and topografically depicted; P&P by R. Southwood, 1819. Cat#BR 5203.37.2 Hardward.